# 1,1-二氯乙烯
1,1-二氯乙烯（1,1-Dichloroethene）簡稱1,1-DCE，是分子式為C2H2Cl2的有機氯化合物，是有辛辣氣味的無色液體。1,1-二氯乙烯和大部份的有機氯化合物類似，在水中溶解度不高，但可溶於有機熔劑。1,1-二氯乙烯曾是食物用保鮮膜的原料，但現在已不使用。

## 製備
1,1-二氯乙烯可以用1,1,2-三氯乙烷的脫鹵反應來製備，而1,1,2-三氯乙烷是制備1,1,1-三氯乙烷及1,2-二氯乙烷時的副產品，其反應中有鹼參與反應：
Cl2CHCH2Cl  +  NaOH   →   Cl2C=CH2  +  NaCl  +  H2O
氣相反應不需要鹼，但反應的选择性較差。

## 應用
1,1-二氯乙烯主要應用在氯乙烯、丙烯腈及丙烯酸酯的聚合反應中，作為共聚单体。1,1-二氯乙烯也用在半导体器件制造中，用來生長高純度的二氧化矽（SiO2）薄膜。

### 聚偏二氯乙烯
1,1-二氯乙烯可以聚合，形成聚偏二氯乙烯（PVDC），可用來製作莎綸或是食物保鮮膜，但在1980年代的研究發現，聚偏二氯乙烯和其他含氯的有機物質一様，可能會因為化學物質的浸析而危害健康，尤其用在包裹食物放在微波爐加熱時，更容易浸析出化學物質，且燃燒時會產生戴奧辛等物質。因此2004年起，食物保鮮膜改用聚乙烯（PE）的材質。

## 安全性
暴露在1,1-二氯乙烯下的問題主要和中樞神經系統有關，症狀包括鎮靜、醉、抽搐及痙攣，高濃度下會有意識不清的情形。美国国家职业安全卫生研究所將1,1-二氯乙烯列為潜在的职业性致癌物質。

## 外部連結
- Agency for Toxic Substances and Disease Registry: 1,1-Dichloroethene（页面存档备份，存于）